# Azumi (film)
Azumi (Japans: あずみ ) is een Japanse film uit 2003 onder regie van Ryuhei Kitamura. De film beeldt het personage van Azumi uit dat in de strip van Yu Koyama de hoofdrol speelt.

## Verhaal
Azumi en Nagara leert van kinds af aan zwaardvechten, wordt hier uitzonderlijk bedreven in en groeit op om een huurmoordenaar te worden. Samen met vier vrienden en haar meester moet Azumi en Nagara een lijst met bekende en machtige, slechte mensen die een oorlog willen ontketenen, doden. Zij doodt veel tegenstanders, en de film kent zeer veel bloedige scènes.
Toch komen er emotionele gevoelens naar boven als er doden vallen en daar is haar meester niet blij mee en hij dumpt haar. Uiteindelijk is zij echter de enige die overleeft om de missie te kunnen voortzetten. In de film Azumi 2 volbrengt ze deze missie.

## Rolverdeling
| Acteur           | Personage     | Opmerkingen |
| ---------------- | ------------- | ----------- |
| Aya Ueto         | Azumi         |             |
| Yuma Ishigaki    | Nagara        |             |
| Shun Oguri       | Nachi         |             |
| Hiroki Narimiya  | Ukiha         |             |
| Takatoshi Kaneko | Amagi         |             |
| Yasuomi Sano     | Yura          |             |
| Shinji Suzuki    | Awa           |             |
| Shogo Yamaguchi  | Komoru        |             |
| Kenji Kohashi    | Hyuga         |             |
| Eita Nagayama    | Hiei          |             |
| Kazuki Kitamura  | Inoue         |             |
| Kenichi Endo     | Sajiki Isshin |             |
| Kazuya Shimizu   | Sajiki Nisai  |             |